# Боротьба жінки (фільм, 1916)
Боротьба жінки (англ. A Woman's Fight) — американська кримінальна драма режисера Герберта Блаше 1916 року.

## У ролях
- Джеральдін О'Браєн — Кетлін Гібсон
- Турлоу Берген — Ред Палмер